# 269589 Kryachko
269589 Kryachko este un asteroid din centura principală de asteroizi.

## Descriere
269589 Kryachko este un asteroid din centura principală de asteroizi. A fost descoperit pe 10 decembrie 2009 la Tzec Maun de Vitalij Nevskij. Asteroidul prezintă o orbită caracterizată de o semiaxă mare de 3,02 ua, o excentricitate de 0,03 și o înclinație de 11,0° în raport cu ecliptica.